# Ácido linoleico
El ácido linoleico (del griego λινων linon 'lino', cuya semilla es la linaza y ελαια elaia 'aceite' ) es un ácido graso esencial de la serie omega 6 (ω-6), es decir, el organismo no puede crearlo y tiene que ser adquirido a través de la  dieta. Es un ácido graso poliinsaturado, con dos dobles enlaces:
COOH–(CH2)7–CH=CH–CH2–CH=CH–(CH2)4–CH3.

## Configuración
Posee una configuración (18:2 Δ9,12 [donde el 18 es el número de átomos de carbono, el 2 número de dobles enlaces y las cifras sucesivas al Δ (Delta) la posición de los dobles enlaces comenzando a contar desde el extremo carboxílico -COOH de la molécula]) es el precursor de numerosos derivados, que se forman en reacciones de elongación, de saturación o ambas.